# خرید آلاسکا

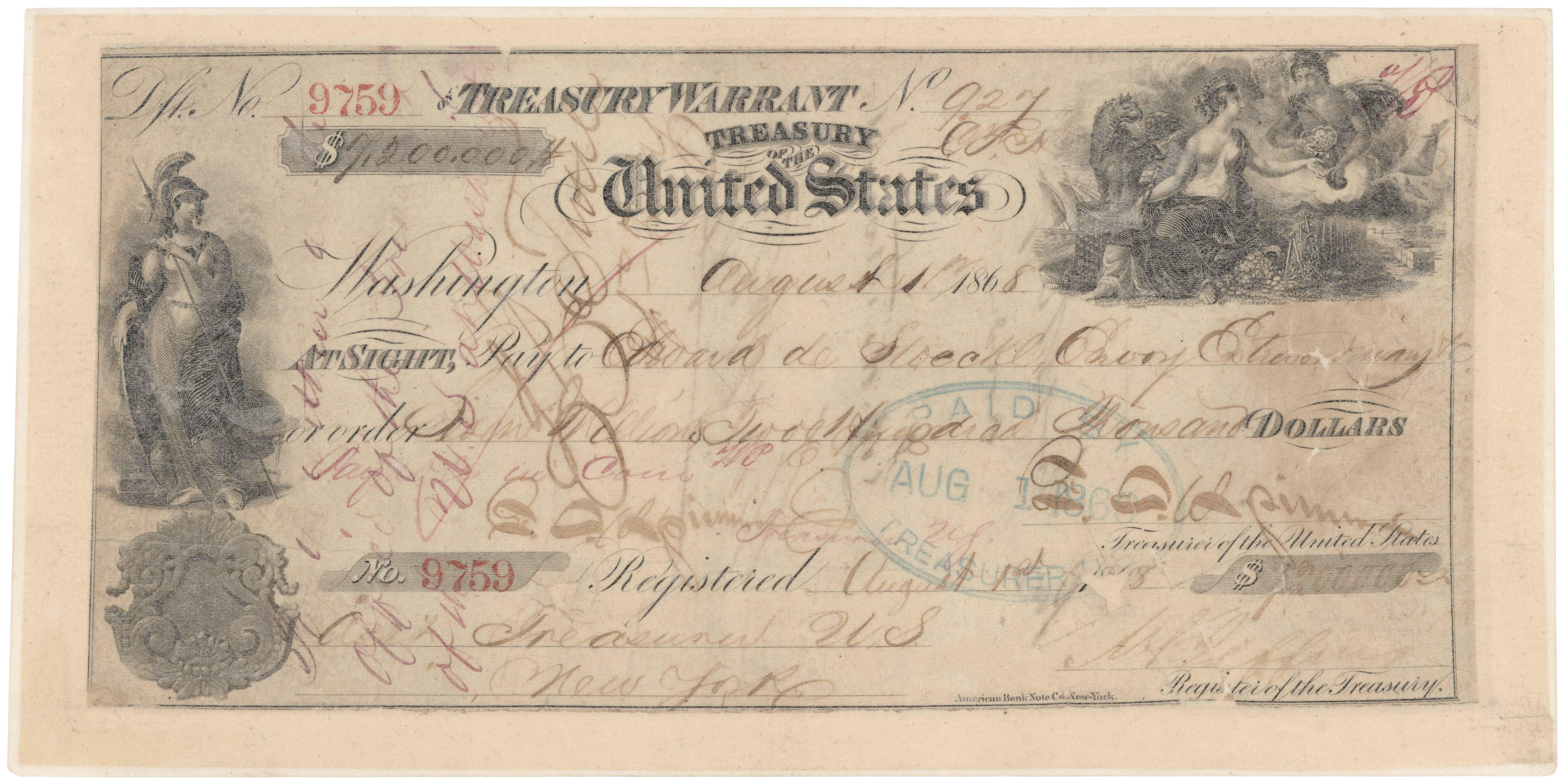
چک ۷٫۲ میلیون دلاری آمریکا برای خرید آلاسکا (۱/۸ میلیارد دلار به ارزش سال ۲۰۱۶)

خرید آلاسکا معاهده‌ای برای تملک آلاسکا از امپراتوری روسیه بود که در سال ۱۸۶۷ توسط مجلس سنای ایالات متحده آمریکا به تصویب رسید. روسیه تزاری قصد داشت منطقه آلاسکا خود را به فروش برساند چون از این بیمناک بود که در جنگ بریتانیا شکست خورده و این مناطق به سرزمین‌های بریتانیایی‌ها منضم شود؛ آنها همچنین به دلیل جنگ‌های سرزمینی خود از جمله جنگ کریمه به منابع مالی بیشتری نیاز داشتند. همزمان روسیه تلاش کند با نزدیکی با آمریکا و بهبود روابط استراتژیک با آن، در برابر قدرت فزاینده بریتانیا به توازن قوا دست یابد. این منطقه مساحت ۱٫۵۱۸٫۸۰۰ کیلومتر مربع را در شمال قاره آمریکا شامل می‌شد و فعالیت عمده روس‌ها در آن معاملات تجاری (لباس‌ها و منسوجات) با بومیان آلاسکایی بود. در آن هنگام آلاسکا یک منطقه توسعه نیافته، فقیر، یخ‌زده و دور افتاده به شمار می‌رفت که بخش بزرگی از آن اصولا قابل دسترسی نبود و به جز چند شهر کوچک و دفاتر تجاری که بر تجارت پوست متمرکز بودند، چیز بیشتری در آن پیدا نمی‌شد.
واکنش‌ها برای خرید این ایالت بسیار بزرگ در داخل ایالات متحده عمدتاً مثبت بود. هرچند مخالفانی نیز وجود داشت که اصرار برانجام چنین معاهده‌ای را به خاطر «جنون سیوارد» می‌دانستند. ویلیام سیوارد وزیر خارجه کابینه‌های آبراهام لینکلن و اندرو جانسون برای خرید آلاسکا تلاش فراوان کرد. وی برای قانع کردن سنای آمریکا به خرید آلاسکا به مبلغی که ذکر شد در نطقی طولانی جزئیات اهمیت منابع زیر زمینی، ماهی‌گیری و ... این منطقه وسیع را برشمرد. پس از این بسیاری دیگر در سنا از این خرید پشتیبانی کردند و اضافه شدن این ایالت به خاک آمریکا را حرکتی در جهت تضعیف بریتانیا و روسیه به عنوان رقبای تجاری و از طرف دیگر گسترش نفوذ اقتصادی کشور در اقیانوس آرام می‌دیدند. در سال ۱۸۶۷ منطقه آلاسکا به طور رسمی از خاک روسیه جدا شد و به آمریکا پیوست. این خرید همچنین برای کنترل بریتانیایی‌ها روی مستعمرات اقیانوس آرام آن‌ها تهدید محسوب می‌شد. با توجه به استقبال کانادا از پیوستن بریتیش کلمبیا به اتحادیه خودشان در سال ۱۸۷۱ موضوع اتصال مستقیم زمینی آلاسکا به سرزمین اصلی ایالات متحده ملغی شد.
پس از خرید رسمی ایالت به مبلغ ۷٬۲ میلیون دلار (هر جریب ۲ پنی یا هکتاری پنج سنت)، ابتدا به عنوان بخش آلاسکا، سپس تبدیل به ناحیه آلاسکا، قلمرو آلاسکا و از سال ۱۹۵۹ به بعد با نام رسمی ایالت آلاسکا شناخته می‌شود.